# Ichneumon sexcinctus
Ichneumon sexcinctus là một loài tò vò trong họ Ichneumonidae.